# Raoul Lind
Raoul Gerhard Lind, född 14 maj 1918 i Paide, Estland, död 1993, var en etnisk-svensk målare.
Han var son till järnvägstjänstemannen Kaarl Lind och Anna Teearu samt från 1948 gift med Asta Pork. Lind studerade vid Konstfackskolan i Tallinn 1936-1940 och vid konsthögskolan Pallas i Tartu 1940-1941 samt under studieresor till Belgien, Paris och Spanien. Han ställde ut separat i Linköping och på Eskilstuna konstmuseum 1946 och han medverkade i samlingsutställningarna Liljevalchs vårsalong och HSB:s God konst i alla hem samt i ett stort antal utställningar med andra etniska konstnärer. Hans konst består av stilleben och  realistiskt hållna landskap som går i en naivistisk stil.